# Kanton Fronton
Der Kanton Fronton war bis 2015 ein französischer Wahlkreis im Arrondissement Toulouse, im Département Haute-Garonne und in der Region Midi-Pyrénées; sein Hauptort war Fronton. Sein Vertreter im Generalrat des Départements war von 1979 bis 2011 Louis Bonhomme (PS). Ihm folgte Ghislaine Cabessut (ebenfalls PS) nach.

## Gemeinden
Der Kanton bestand aus 16 Gemeinden. 
| Gemeinde                 | Einwohner Jahr | Fläche km² | Bevölkerungsdichte | Postleitzahl | Code INSEE |
| ------------------------ | -------------- | ---------- | ------------------ | ------------ | ---------- |
| Bouloc                   | 4323 (2013)    | –          | – Einw./km²        | 31620        | 31079      |
| Bruguières               | 5192 (2013)    | –          | – Einw./km²        | 31150        | 31091      |
| Castelnau-d’Estrétefonds | 5912 (2013)    | –          | – Einw./km²        | 31620        | 31118      |
| Cépet                    | 1679 (2013)    | –          | – Einw./km²        | 31620        | 31136      |
| Fronton                  | 5736 (2013)    | –          | – Einw./km²        | 31620        | 31202      |
| Gargas                   | 676 (2013)     | –          | – Einw./km²        | 31620        | 31211      |
| Gratentour               | 3535 (2013)    | –          | – Einw./km²        | 31150        | 31230      |
| Labastide-Saint-Sernin   | 1831 (2013)    | –          | – Einw./km²        | 31620        | 31252      |
| Lespinasse               | 2609 (2013)    | –          | – Einw./km²        | 31150        | 31293      |
| Saint-Jory               | 5637 (2013)    | –          | – Einw./km²        | 31790        | 31490      |
| Saint-Rustice            | 457 (2013)     | –          | – Einw./km²        | 31620        | 31515      |
| Saint-Sauveur            | 1789 (2013)    | –          | – Einw./km²        | 31790        | 31516      |
| Vacquiers                | 1339 (2013)    | –          | – Einw./km²        | 31340        | 31563      |
| Villariès                | 819 (2013)     | –          | – Einw./km²        | 31380        | 31579      |
| Villaudric               | 1434 (2013)    | –          | – Einw./km²        | 31620        | 31581      |
| Villeneuve-lès-Bouloc    | 1264 (2013)    | –          | – Einw./km²        | 31620        | 31587      |

## Bevölkerungsentwicklung
| 1962   | 1968   | 1975   | 1982   | 1990   | 1999   | 2006   | 2011   |
| ------ | ------ | ------ | ------ | ------ | ------ | ------ | ------ |
| 10.056 | 12.408 | 15.942 | 20.654 | 25.869 | 31.045 | 38.727 | 42.868 |